# Saldatura a fascio elettronico
La saldatura a fascio elettronico viene indicata con l'acronimo EBW, cioè Electron Beam Welding. È un processo di saldatura del metallo per fusione, grazie all'applicazione di un fascio di elettroni che colpisce ad alta velocità i lembi da unire. Gli elettroni possiedono una grande energia cinetica: scontrandosi con i lembi si sviluppa il calore necessario affinché si verifichi la fusione. Nel 1958 il fisico tedesco Karl-Heinz Steigerwald sviluppò la prima saldatrice a fascio di elettroni.